# Úlpia Marciana
Úlpia Marciana (48 — 112), ou somente Marciana, foi uma nobre romana do século I d.C. Irmã do imperador Trajano, era grande amiga de Pompeia Plotina, a esposa do imperador, e ambas receberam do senado romano o título e as honras de augusta, mais ou menos em 105.

## História
Filha de Marco Úlpio Trajano e Márcia, Úlpia se casou com o senador Caio Salonino Matídio, teve uma filha chamada Matídia, que, por sua vez, seria a mãe de Vibia Sabina, a esposa de Adriano. Trajano não teve descendência e elegeu como sucessor a Adriano, que era seu primo de segundo grau. O senador Salonino morreu antes ascensão de Trajano e, por isso, Marciana viveu sempre junto a esposa do imperador, Pompeia Plotina. Quando Marciana morreu, no ano 112, o imperador a deificou e seu título de augusta passou a sua filha. Todas as suas moedas foram cunhadas a partir de finais de esse ano.